# Flash (TVE)
Flash era un programa de TVE dirigido por Félix Martialay, que fue emitido entre el 20 de octubre de 1967 y el 26 de abril de 1968. Fue uno de los primeros programas emitidos en la televisión española especializados en cine, con entrevistas a diversos personajes en cada emisión.

## Episodios
| Número | Fecha de emisión | Invitados |
| 1      | 20-10-1967       | Presenta Perla Cristal, Rocío Jurado, Rodaje de El Caballo desvanecido, José Luis Alonso, Fernando Rey, Verónica Luján, Amparo Soler, Pedro Osinaga, Encarnita Sánchez, Rodaje de Proceso de Gibraltar, Eduardo Manzano, “Biznaga” , Manuel Viola, Pedro Olea, Mariano Martín, Andrés Resino, Massiel, José Manuel Gorospe, Gela Geisler, Luis García Berlanga. |
| 2      | 27-10-1967       | Paquito Rico, Festival de cine de Bilbao, Javier Aguirre, Juan Villegas, Rossano Brazzi, Los Pasos, Rodaje de Cuarenta grados a la sombra, Mariano Ozores, Érika Wallner, Laly Soldevila, Julieta Serrano, Desfile de modelos Luz Palacio. |
| 3      | 03-11-1967       | Rocío Dúrcal, Los Brincos, Diana Baker, Juanito Valderrama, Cátedra de Cine de Valladolid, Dolores Abril, Festival de cine de Bilbao, Rodaje de Esclava del paraíso, José María Elorrieta, Luciana Paluzzi, Ricardo Palacios, Raf Vallone. |
| 4      | 10-11-1967       | Dolores Vargas, Dúo Dinámico, Stefanie Powers, Rodaje de Encrucijada para una monja, Rosanna Schiaffino, José Buchs, Carlos María Staehlin. |
| 5      | 17-11-1967       | Inauguración de la Escuela Oficial de Cine, Nati Mistral, María Cuadra, Juan y Junior, Peluquería mujer de Rabal, Elsa Baeza, Rodaje de Dos bellezas, Jesús Franco, Line Renaud. |
| 6      | 24-11-1967       | Presenta Soledad Miranda, Chister Western, Celia Gámez ensaya con Paso, Amparo Rivelles, Entrevista Celia, Antonella Lualdi, Los Canarios, Rodaje de Las Vegas 500 millones, Festival Los Brincos, Basi, Vicente Parra. |
| 7      | 1-12-1967        | Presenta Elsa Baeza, Rafael de Córdoba, Pilar Velázquez, Addy Ventura, José María Forqué, Ingrid Thulin, Gabriele Ferzetti, Amparo Soler Leal. |
| 8      | 8-12-1967        | Manolo Escobar, Desfile modelo, Conchita Bautista, Teatro infantil Charo Tejero, Queta Claver. |
| 9      | 15-12-1967       | Rodaje de Persecución hasta Valencia, Julio Coll, Lorenza Guerrieri, Ana Castor, Tom Tryon, María Victoria, Festival Ye-Ye en el Palacio de los Deportes, Paloma Cela. |
| 10     | 22-12-1967       | Rodaje de No somos de piedra, Guillermo Summers, Ingrid Garbo, Adrián Ortega, Modisto Marbel junior, Rodaje de El diablo bajo la almohada, Rafael Romero Marchent. |
| 11     | 29-12-1967       | Presenta Paloma Cela, La Polaca, Jack Layton, Madalena Iglesias, Luis Eduardo Aute, Coccinelle, Pedro Rodrigo. |
| 12     | 5-1-1968         | La Contrahecha, Enrique Diosdado, Rodaje de El paseíllo, Ana Mariscal, “El Pusi”, Rosanna Yanni, Alberto Cortez. |
| 13     | 12-1-1968        | Presenta Rocío Jurado, Merche Esmeralda, Tip y Top, Massiel, Mabel Jor, Elena Duque, Miss Juventud, Luis García Berlanga. |
| 14     | 19-1-1968        | Presenta Yelena Samarina, Lucero Tena, Festival de Zarzuela, Mari Trini, Maximilian Schell, Teatro infantil David Coperfield, Rocamar. |
| 15     | 25-1-1968        | Manolo Caracol, Aurora Bautista, Antonio Prieto, María Rosa Calvo, Juan de Toro, Nuria Torray. |
| 16     | 2-2-1968         | Presenta Rocío Dúrcal, Mariquilla, Dyango, Locutora Pérez de Lema, Rodaje de Subdesarrollados, José Luis Divildos, José Luis Merino, Laura Valenzuela, Tony Leblanc, Alfredo Landa, Manolo Gómez Bur, Salomé. |
| 17     | 9-2-1968         | Presenta Sonia Bruno, Premios de los Sindicatos , Rodaje de Operación Mata Hari, Mariano Ozores, Antonio Ozores, López Vázquez, Gracita Morales, José Sacristán, Elio Berhanyer, María Ostiz. |
| 18     | 16-2-1968        | Presenta Marisol Ayuso, Rodaje de No desearás la mujer de tu prójimo, Pedro Masó, Pedro Lazaga, Rafael Salvia, Arturo Fernández, Irán Eory, José María Mompín, Paula Martel, Juan Luis Galiardo, Mary Francis, Juanjo Menéndez, Antonio Ferrandis. |
| 19     | 23-2-1968        | Pilar Cansino, Los 3 sudamericanos, Mitzou, Robert Mitchum, Yul Brynner, Gracia Buzella, Sandra Le Brocq. |
| 20     | 1-3-1968         | . |
| 21     | 8-3-1968         | . |
| 22     | 15-3-1968        | . |
| 23     | 22-3-1968        | . |
| 24     | 29-3-1968        | . |
| 25     | 5-4-1968         | . |
| 26     | 12-4-1968        | Arturo Fernández, Teresa Gimpera, Juanjo Menéndez, Los HH, Aline Griffith, Mariano Ozores, Gracita Morales, José Luis López Vázquez y Marisol Ayuso. |
| 27     | 19-4-1968        | . |
| 28     | 26-4-1968        | . |
| 29     | 3-5-1968         | . |
| 30     | 10-5-1968        | . |

- Datos: Q97179464